# Liniers (Vienne)
Liniers ist eine französische Gemeinde mit 586 Einwohnern (Stand: 1. Januar 2022) im Département Vienne in der Region Nouvelle-Aquitaine; sie gehört zum Arrondissement Poitiers und zum Kanton Chasseneuil-du-Poitou (bis 2015: Kanton Saint-Julien-l’Ars). Die Einwohner werden Linarois genannt.

## Geographie
Liniers liegt etwa 15 Kilometer ostnordöstlich von Poitiers. Umgeben wird Bonnes von den Nachbargemeinden La Chapelle-Moulière im Norden, Bonnes im Osten, Lavoux im Süden, Bignoux im Westen und Südwesten sowie Montamisé im Nordwesten.
Am Südrand der Gemeinde führt die frühere Route nationale 151 (heutige D951) entlang.

## Bevölkerungsentwicklung
| Jahr                      | 1962 | 1968 | 1975 | 1982 | 1990 | 1999 | 2006 | 2012 |
| Einwohner                 | 321  | 306  | 324  | 414  | 472  | 486  | 504  | 557  |
| Quelle: Cassini und INSEE |      |      |      |      |      |      |      |      |

## Sehenswürdigkeiten
- romanische Kirche Notre-Dame aus dem 11. Jahrhundert
- Dolmen

## Persönlichkeiten
- David Ogilvy (1911–1999), Unternehmer, hier gestorben